# 'A' vs. Monkey Kong
'A' vs. Monkey Kong è il secondo album in studio del gruppo alternative rock britannico A, pubblicato nel 1999.

## Tracce
1. For Starters – 2:33
2. Monkey Kong – 3:45
3. A – 3:31
4. Old Folks – 3:55
5. Hopper Jonnus Fang – 4:32
6. Summer On the Underground – 4:52
7. Warning – 1:41
8. If It Ain't Broke, Fix It Anyway – 2:23
9. I Love Lake Tahoe – 3:56
10. Don't Be Punks – 0:52
11. Down On the Floor – 3:46
12. Jason's Addiction – 5:36
13. Miles Away – 3:24
14. Getting Around – 5:37